# 女子陸上競技におけるテストステロン規制
女子陸上競技におけるテストステロン規制（じょしりくじょうきょうぎにおけるテストステロンきせい）とは、2011年（平成23年）にIAAF （現ワールドアスレティックス）によって初めて発表された一連の規定で、2019年（令和元年）にキャスター・セメンヤに対する訴訟での勝訴後に最終的に更新された。このルールの最初のバージョンは、テストステロン値の高いあらゆる女性に適用されていたが、現在のバージョンは特定のXY性分化疾患の選手にだけ適用され、テストステロン制限が5 nmol/Lに設定される。この制限は、400メートルから1マイルの距離の種目にだけに適用され、それ以外の種目では制限されない。
選手は、テストステロンを（避妊薬注射や服用、または物理的去勢などにより）医学的に抑制すれば規制のある種目に参加できるが、実際には多くの選手は200メートルに代表される規制のない種目に転向することを選んだ。

## セメンヤの事例
2009年に、18歳だったキャスター・セメンヤは女子800メートル世界選手権に勝利した。このときに、セメンヤがスポーツにおける性別確認の対象になるであろうことが報道され、世界的に話題となった。
1年近く後、セメンヤは再び競技に参加することを認められた。ただしセメンヤは、IAAFから、服薬によってテストステロンを10 nmol/L未満に抑制することを求められた。

## 2011年のルール
2011年4月に、IOCとIAAFの間で会談が行われた後で、声明が発表された。IAAFは、MtFのトランスジェンダー選手向けの新しい規定
と、「高アンドロゲン症の女性が女性競技会に参加する資格」に関する第二の規定を発表した。
2011年のIAAF「高アンドロゲン症規定」では次のように述べている。
- この規制は、IAAFの以前の性別確認規定にとって代わるもので、これによりIAAFはそのルールの中から「性別確認」および「性別規定」という用語への言及をすべて排除する。

この規定で言及しているプロセスは３段階で、第一段階は「男性化の臨床的兆候（身体的外観、声の低さ、体毛など）や生殖器の特徴（陰核肥大）を含む」身体の検査、第二段階はホルモン検査（アンドロゲンを主とするが他のホルモンを含むこともある）、そして最終段階は全面的な遺伝子検査である。
テストステロンレベルが10 nmol/L未満であるか、もしくは、「アンドロゲン抵抗性があって競争上の優位にならない」ことを証明できた選手は、競技への参加資格を得る。
以下のように、高アンドロゲン症を引き起こす状態の一部のリストも提供されている。
- 21-ヒドロキシラーゼ欠損症による先天性副腎過形成症
- 11-ヒドロキシラーゼ欠損症による先天性副腎過形成症
- 3β-ヒドロキシステロイドデヒドロゲナーゼ欠損症による先天性副腎過形成症
- 5α-還元酵素欠損症
- アンドロゲン不応症
- 卵精巣性性分化疾患
- 17β-ヒドロキシステロイド脱水素酵素欠損症
- 多嚢胞性卵巣症候群（PCOS）
- 副腎皮質癌
- 妊娠の黄体腫

これらの状態の一部はXY性分化疾患に分類されるが、それ以外はXX染色体の症状である。
許容されるテストステロンの限度は、多嚢胞性卵巣症候群の女性のテストステロンレベルに基づいて設定され、さらに標準偏差の5倍が加算された。これらの種目に参加する女性選手の99%のテストステロンレベルは3.08 nmol/L未満である。だが、2014年に発表された一流の男女陸上競技選手693名の内分泌特性の研究によれば、一流の女性選手のうちでテストステロンレベルの高い者は13.7%に過ぎなかったのに対し、一流の男性選手の16.5%はテストステロンレベルが低かった。この研究の著者たちは、「（性別の間で）濃度範囲の完全な重複が見られる。このことは、近年のIOCおよびIAAFによる、血清テストステロンが「正常」な女性の競技への参加を制限する決定は長続きしないことを示している」と指摘している。
このルールは当時（そして現在でも）議論の的になり、このような制限は差別的だという指摘があった。この制限の導入後、発展途上国の性分化疾患女性が部分陰核切除や性腺摘出の対象になったというエビデンスが存在する。

## デュティ・チャンドの事例
2013年にインド政府は、IAAFが発表したものよりさらに厳しい「高アンドロゲン症」規制を導入した。この規制では、「アンドロゲン生成の上昇したインターセックスの女性スポーツ選手は特に懸念される」と述べている。この規制では、そのようなインターセックスの選手は、テストステロンが2 nmol/L未満であれば競技に参加できるが、テストステロンレベルがこれより高い場合は、医学委員会により、女性の第二次性徴の欠如や停留精巣などの因子に基づいた評価の対象となるとしている。
2014年6月には、デュティ・チャンドというインドの陸上競技選手がこの規制の下で調査の対象となり、その結果インド代表チームの選抜から外された。この事件はスポーツ仲裁裁判所に提訴され、IAAFおよびインド当局は、規制が釣り合いのとれた、公平で、必要なものであることを証明できなかったことが判明した。そして暫定裁定により、このルールは2015年7月24日以降一時的に運用が停止された。

## 2016年のオリンピックでの騒動
IAAFによる高アンドロゲン症の検査の中止は、2016年リオデジャネイロオリンピックにおいて、特に南アフリカの中距離ランナーであるキャスター・セメンヤの参加や競技に関する騒動につながった。リンジー・シャープやヨアンナ・ヨズヴィクのような競争相手は、競争がセメンヤに有利になっているという信念を披瀝し、ヨズヴィク（5着）は、自分がゴールインした「最初のヨーロッパ人」で「2番目の白人」だと主張したと報じられ、セメンヤの金メダルという結果だけでなく、銀メダリストや銅メダリスト（どちらもアフリカ人）にまで疑念を投げかけた。銀メダリストのフランシーヌ・ニヨンサバは、当時はまだ高アンドロゲン症であることが知られていなかったが、その後2019年のインタビューでそのことが確認された。生命倫理学者やジェンダー平等提唱者の多くは、テストステロンレベルの高い女性が、女性限定の競技会に参加することを拒否するのは、一種の差別であり、背の高いバスケットボール選手や高地でトレーニングしたマラソンランナーによく似た、体の自然な特徴で選手にペナルティを与えることであると主張した。

## 2017年のテストステロン研究
2015年のスポーツ仲裁裁判所の暫定裁定では、（ドーピングのような外因性のものとは異なる）内因性のテストステロンが女性選手を有利にするエビデンスを見つけるために、IAAFに2年の時間を与えていた。この研究は、裁定2年後の直前である、2017年7月10日に発表された。
この研究では、ほとんどの女性競技種目で、内因性のテストステロンとスポーツの成績の間に相関は見出されなかった。ただし、400m、400mハードル、800m、ハンマー投げ、棒高跳びには相関関係が見られた。
この研究では、2011年および2013年の世界選手権が対象になった。2011年の世界選手権だけを対象とした同じ著者の研究では、助成の正常レベルを超えるテストステロンのサンプルが複数存在し、そのうち最低5件はドーピング、最低5件はインターセックス状態によるものだったが、2013年の世界選手権では、IAAFのルールが強制されていた時だったため、高テストステロンの選手の事例は1件も見つからなかった。この研究に付された意見では、女性選手のうちのインターセックスの選手の割合は、世界の全人口のうちの割合より140倍も多いことが指摘されている。

## 2018年のルール
2017年の研究では、内因性のテストステロンと、400～800mおよびハンマー投げおよび棒高跳びの種目におけるスポーツの成績との間の関係を正当化するエビデンスが見つかったが、2018年4月に発表されたIAAFの次の一連のルールでは、400mから1マイルまでの種目を扱っていて、ハンマー投げや棒高跳びは含まれていなかった。そのため、IAAFはキャスター・セメンヤを具体的に狙い撃ちにしているというのが大方の見方だった。
IAAFのルールでは、選手がテストステロンを5 nmol/L未満に抑制しない限り、特定の種目から排除しているが、このテストステロンレベルは以前よりも低く、性分化疾患以外の女性のテストステロン制限としてより現実的な制限であると指摘されている。この規制は2018年4月23日に発表され、2018年11月1日から施行された。
以前の規制とは異なり、多嚢胞性卵巣症候群や腫瘍のような症状は規制対象には含まれなくなった。含まれるのは、
- 先天性副腎過形成症
- 5α-還元酵素欠損症
- 部分型アンドロゲン不応症（PAIS）
- 卵精巣性性分化疾患
- 17β-ヒドロキシステロイド脱水素酵素欠損症
- 性腺ステロイドの異常生成を引き起こす他のあらゆる性分化疾患

この症状のリストのほとんどはXY性分化疾患になったが、先天性副腎過形成症だけは依然として含まれている。
2018年6月19日に、セメンヤはIAAFのルールを法的に提訴することを発表し、この事件が解決されるまで、このルールは一時停止された。

## 2019年のルール改正
2019年5月1日、スポーツ仲裁裁判所において、セメンヤは敗訴した。この訴訟において、セメンヤが5α-還元酵素欠損症であることが明らかになり、セメンヤのホルモンは正常な男性とも正常な女性とも違うが、男性レベルのテストステロンによる優位は規制を正当化するに十分なものであると主張された。
IAAFはさらに付け加えている。
「この性分化疾患規制は、個人の性やジェンダーアイデンティティに対するいかなる判断や疑問も含意しないことを、明白かつ断固として強調しておく。またこの規制は、完全に機能する精巣を持つ46 XY染色体の個人だけに適用されないように慎重に表現されている。」
にもかかわらず、IAAFはこのルールを改正してXX染色体の性分化疾患である先天性副腎過形成症を除外し、この規制がXY染色体と精巣を持つ性分化疾患の個人にのみ適用されることを説明する付随声明とFAQを発表している。
この新しいルールは、2019年5月8日に施行された。この訴訟はコメンテータを二分し、IAAF側で証言したドリアンヌ・コールマンは、女性スポーツには一定の生物学的特性が必要だと主張したし、セメンヤ側で証言したエリック・ヴィラインは、「性は特定の1パラメータだけで定義されるものではありません…生涯をずっと女性として暮らしてきた女性に、いきなり『ここはあなたがたの居場所ではない』と言って排除することは、いろんな人間的理由で難しいです」と主張した。
セメンヤは、この判決をスイス連邦最高裁判所に上訴した。2019年6月3日に、スイス連邦最高裁判所はIAAFに対して、「裁判所が仮処分を出すかどうか決めるまで、原告（セメンヤ）に関する「性分化疾患を持つ選手の女性区分に関する資格規制」の適用を保留することを極めて暫定的に指示する」と勧告した。2019年7月30日に、スイス連邦最高裁判所は、スポーツ仲裁裁判所の裁定およびIAAFのルールを保留するという当初の裁定を覆した。そのため、セメンヤおよび銀メダリストのフランシーヌ・ニヨンサバおよび銅メダリストのマーガレット・ワンブイは、2019年10月にドーハで開催された2019年世界陸上競技選手権大会への出場を逃したが、上訴を続けた。2019年の400メートル走ランナーランキング第3位のアミナトウ・セイニは、このルールを遵守するため、種目を200メートルに転向しなくてはならなかった。2020年9月8日に、スイス連邦最高裁判所は、キャスター・セメンヤの上訴を却下する裁定を下した。2020年11月に、セメンヤは、IAAFのテストステロンルールに対する上訴を、欧州人権裁判所に提出することを発表した。
2019年7月に、セメンヤは、現在続いている問題は、「精神的にも肉体的にも」自分を「破壊した」と語った。

## 2020年のオリンピック
2020年東京オリンピックでは、以下のような多数の選手（全員アフリカ出身）が出場資格の規制を満足していなかったため、予定の種目への参加を取りやめた。
- クリスティン・ムボマ (ナミビア、400m)
- ベアトリス・マシリンギ (ナミビア、400m)
- アミナトウ・セイニ (ニジェール、400m)
- キャスター・セメンヤ (南アフリカ、800m)
- マーガレット・ワンブイ (ケニア、800m)
- フランシーヌ・ニヨンサバ (ブルンジ、800m)

このうち400mランナー3人は200mに転向して、ムボマが銀メダルを獲得し、マシリンギも決勝進出したが、セイニは準決勝で脱落した。18歳のムボマの活躍は、性分化疾患の選手の女性スポーツ参加資格に関するさらなる議論を呼び、ワールドアスレティックス会長のセバスチャン・コーは、ワールドアスレティックスは引き続き状況を見守るとコメントした。
ニヨンサバは5000 mに出場し、予選を上位で通過した後レーン違反で失格になった。ニヨンサバは10000 mにも出場し、自国最高記録で5位になった。